# Harry Kirke Swann
Harry Kirke Swann est un naturaliste britannique, né en 1871 et mort en 1926.

## Biographie
Très tôt passionné pour l’histoire naturelle, il part observer les oiseaux en Nouvelle-Écosse en 1891. Il réalise, avec William Herbert Mullens (1866-?), une Bibliography of British Ornithology. Son ouvrage le plus important est sa Monograph of the Birds of Prey qui sera complétée après sa mort par Alexander Wetmore (1886-1978).
En 1904, il devient l’associé de John Alfred Edwards (1839-1916) de la librairie et maison d’édition John Wheldon & Co spécialisée dans les sciences et l’histoire naturelle. En 1921, après la Grande Guerre, la société doit fusionner avec une autre entreprise sous le nom de Wheldon & Wesley Ltd.

## Source
- (en) Historique de la maison Wheldon & Wesley Ltd.